# Uncinaria
Uncinaria ist eine Gattung der Fadenwürmer, die im Dünndarm bei Raub- und Nagetieren, gelegentlich auch bei Schweinen und dem Menschen parasitieren. Der tiermedizinisch bedeutendste Vertreter ist Uncinaria stenocephala, der Hundeartige, sehr selten auch Katzen und in Ausnahmefällen auch den Menschen befällt.

## Merkmale
Die runde Mundkapsel nimmt den ganzen Kopf ein. Die Mundöffnung ist mit zwei seitlich-rückenseitigen und seitlich-bauchseitigen Schneideplatten bewaffnet. Der Ösophagus ist etwa viermal so lang wie dick. Die mechanosensorischen Papillen am Hals (Deiriden) sind auf Höhe des Ösophagus lokalisiert. Die Vulva liegt am Übergang vom mittleren zum hinteren Körperdrittel.

## Systematik
Uncinaria wird von Hodda in die Tribus Ancylostomatini und die Untertribus Uncinariinii eingeordnet. Er weist 21 Arten aus. Die Global Biodiversity Information Facility listet nur sieben Arten. Zur Gattung gehören
- Uncinaria carinii
- Uncinaria criniformis
- Uncinaria eriniformis
- Uncinaria felidis
- Uncinaria hamiltoni
- Uncinaria longespiculum
- Uncinaria longispiculata
- Uncinaria lotoris
- Uncinaria lucasi
- Uncinaria lyonsi
- Uncinaria muridis
- Uncinaria philippinensis
- Uncinaria polaris
- Uncinaria rauschi
- Uncinaria sanguinis
- Uncinaria stenocephala
- Uncinaria yukonensis